# Sarableh
Sarābleh (farsi سرابله) è il capoluogo dello shahrestān di Shirvan va Chardaval, circoscrizione Centrale, nella provincia di Ilam. Aveva, nel 2006, una popolazione di 9.703 abitanti. 